# 栋格尔布尔
栋格尔布尔（Dungarpur），是印度拉贾斯坦邦栋格尔布尔县的一个城镇。总人口42514（2001年）。

## 人口
该地2001年总人口42514人，其中男性22787人，女性19727人；0—6岁人口5435人，其中男2934人，女2501人；识字率76.45%，其中男性为82.73%，女性为69.19%。